# Бакел
Бакел е град с приблизително 15 000 жители, разположен в източната част на Сенегал, Западна Африка. Градът се намира на левия бряг на река Сенегал, на 65 километра (40 мили) от границата с Мали и е свързан с ферибот с кану до село Гурайе в Мавритания.
Бакел е една от четирите едноименни ведомствени столици в региона Тамбакунда, като останалите три са Тамбакунда, Гудири и Кумпентум. Бакел е известен със своята френска крепост (Форт Бакел), която Рене Кайе посещава през 1819 г. Това беше и районът, където настъпи мавританската криза, спор за правата на паша, който доведе до война между Сенегал и Мавритания през 1989 г. [необходимо е цитиране] В резултат на този конфликт много хора в района се преместиха в чужбина или емигрираха в Сенегал.
По-голямата част от населението принадлежи към етническата група, говореща Сонинке, диалект от по-голямото езиково семейство Мандан-Мандинке. Има също така значително малцинство, говорещо пулаар (фула), както и значително количество говорители на бамбара и волоф (или улоф). [необходим е цитат] Голям постоянен пазар обслужва жителите на отдела заедно със седмичния „Лумо“ (подобно на битпазар). Повечето жители са земеделски стопани и пастири, докато хората в града са заети в неформални предприятия, които варират от дърводелство, зидария и транспортиране на стоки до продажба на плодове и продукти на улицата. районът е полусух с малко растителност извън дъждовния сезон. Различни хълмове обграждат града, които са известни на местно ниво като „малки планини“.
Бакел също така е мястото на изследване на годишния обем на потока на река Сенегал от 1904 до 1990 г., което показва драматично намаляване на обема на реката, особено през последните двадесет години.

## Забележителности
В града има бензиностанции, стадион, училище, джамии, аптеки, хотели, ресторанти, парк, поща и други.